# Susan Hefuna
Susan Hefuna (* 1962 in Berlin) ist eine deutsch-ägyptische Künstlerin.

## Leben
Susan Hefuna studierte an Kunstakademien in Deutschland und schloss 1992 am Institut für Neue Medien an der Städelschule in Frankfurt am Main unter Peter Weibel ihre postgraduierten-Ausbildung ab. 
Sie lebt und arbeitet in Düsseldorf, Kairo und New York City. An der Hochschule Pforzheim ist sie Professorin für Audiovisuelle Medien im Bereich der Künstlerischen Grundlagen.

## Werk
Susan Hefuna bedient sich bei ihren Arbeiten verschiedener künstlerischer Medien, wie etwa der Zeichnung, Fotografie, Skulptur, Installation, dem Video und der Performance. Sowohl ihr deutsches als auch ihr ägyptisches Erbe drücken sich, zusammen mit persönlichen Erfahrungen, in ihren vielschichtigen Arbeiten aus, die zwischen den Kulturen Brücken bauen und deren verschiedenen Traditionen und Eigenheiten reflektieren. Kulturübergreifende Codes auslotend, spielt Hefuna in ihrem Werk konsequent mit der Absicht und Wirkung von Bildern, indem sie abstrakte Räume und Kontexte kreiert, die der Betrachter mit einem breiten Spektrum an Bedeutungen ausfüllen kann. Die zeitlichen und örtlichen Indikatoren sind abhängig von den kulturellen und sozialen Reflexionen und Projektionen des jeweiligen Betrachters.
Eine immer wiederkehrende Inspiration für Susan Hefunas Arbeiten ist die Maschrabiyya, eine filigran aus Holz geschnitzte oder aus Stein gemeißelte Gitterpaneele oder Fenstergitter, wie man sie in der traditionellen ägyptischen Architektur findet. Dieses Motiv erschien zum ersten Mal in Hefunas Zeichnungen in Schichten von Transparentpapier im Jahr 1990 und in ihren Fotografien, die 1999 auf den Straßen Kairos mit einer Lochkamera entstanden. 2003 begann sie mit traditionellen ägyptischen Handwerkern zu arbeiten, um dreidimensionale skulpturale Gitterpaneele herzustellen. Hefunas erste Einzelausstellung in Ägypten im Jahr 1992 war ein Schlüsselerlebnis. Das Motiv der Mashrabiya in ihren abstrakten Fotografien wurde vom ägyptischen Publikum sofort erkannt. Die Betrachter sahen das eigentliche Wesen ihrer Arbeit und nicht deren Reflexion, während in Deutschland ihre Arbeit als rein westlich geprägte abstrakte Kunst wahrgenommen wurde. Ab diesem Zeitpunkt wurden ihr Werk und ihre Arbeitsmethode zunehmend von dieser doppelten Resonanz angeregt. Die internationale Beachtung ihrer Zeichnungen erreichte 2009 bei der 53. Biennale von Venedig einen Höhepunkt, als in der Ausstellung mit dem Titel „Fare Mondi“ („Weltenmachen“) in den Giardini und dem Arsenale etwa 300 ihrer mehrschichtigen Tusch- und Bleistiftzeichnungen auf Transparentpapier gezeigt wurden.
Hefunas Werk wurde in internationalen Ausstellungen gezeigt. Die Projekte sind in der aufwendig gestalteten Trilogie „Pars Pro Toto“ dokumentiert. Die 3 Volumes über Susan Hefunas Werk wurden herausgegeben von Hans Ulrich Obrist und erschienen im Kehrer Verlag. Weitere wichtige  Publikationen über ihr Werk sind Susan Hefuna: xcultural codes mit einem Text von Negar Azimi, erschienen im Kehrer Verlag 2004 und Susan Hefuna: navigation xcultural mit Texten von Tayfun Belgin und Leonard Emmerling, erschienen im Kehrer Verlag 2001. Im Dezember 2010 war Susan Hefunas Werk die Coverstory im Art Review, London. Der Artikel wurde von Mark Rappolt verfasst. Im Magazin Flash Art erschien auch im Dezember 2010 ein Text von Bettina Mathes über Susan Hefuna. Von 2010 bis 2013 kooperierte die Künstlerin mit dem Choreographen Luca Veggetti für das Projekt „Notationotations“ zwischen Zeichnung und Tanz. Die Uraufführung der Performance fand im September 2013 im Drawing Center NYC statt.
Die Einzelausstellung „Susan Hefuna: another place“ wurde von Hoor al-Qasimi, Sharjah Art Foundation, UAE 2014 kuratiert und im Text von Bettina Mathes in Universe in Universe beschrieben.
Susan Hefuna hielt Vorlesungen an der Helwan-Universität (Kairo); Goldsmiths, University of London; Michaelis School of Fine Art, Universität Kapstadt, Südafrika; Zayed University Abu Dhabi, UAE; Universität Stellenbosch, Südafrika; SVA, NYC; und der Hochschule für Gestaltung (HfG) Pforzheim.

## Gruppen- und Einzelausstellungen (Auswahl)
- 2000: Susan Hefuna, Kunstverein Lippstadt, Lippstadt, Deutschland (Einzelausstellung)
- 2000: Susan Hefuna, The Townhouse Gallery, Kairo, Ägypten (Einzelausstellung)
- 2001: Unpacking Europe, Museum Boijmans Van Beuningen, Rotterdam, Niederlande
- 2003: DisORIENTation, Haus der Kulturen der Welt, Berlin, Deutschland
- 2003: Fantasies de l’Harem i Noves Xahrazads, Centre de Cultura Contemporània de Barcelona, Barcelona, Spanien
- 2004: Contrepoints, Louvre, Paris, Frankreich
- 2004: Präsenz des Performativen in Skulptur, Malerei, Fotografie, Neue Galerie Graz, Universalmuseum Joanneum, Graz, Österreich
- 2004: Susan Hefuna, Stadtgalerie, Saarbrücken, Deutschland (Einzelausstellung)
- 2004: Susan Hefuna, Heidelberger Kunstverein, Heidelberg, Deutschland (Einzelausstellung)
- 2005: Regards des Photographes Arabes Contemporains, Institut du Monde Arabe, Paris, Frankreich
- 2006: 19 Views – Contemporary Arab Photography, Centro Andaluz de Arte Contemporáneo, Sevilla, Spanien
- 2006: Neterotopia, Palais de Tokyo, Paris, Frankreich
- 2008:  Youniverse, BIACS3, Bienal Internacional de Arte Contemporáneo de Sevilla, Sevilla, Spanien
- 2008: Museum as Hub: Antikhana, New Museum, New York, New York, USA
- 2008: Susan Hefuna, ACAF, Alexandria Contemporary Arts Forum, Alexandria, Ägypten (Einzelausstellung)
- 2008: Word Into Art, The British Museum, Dubai, Vereinigte Arabische Emirate
- 2009: Taswir – Islamische Bildwelten und Moderne, Martin-Gropius-Bau, Berlin, Deutschland
- 2009: Fare Mondi, 53. Biennale di Venecia, Venedig, Italien
- 2010: Edgware Road@Cairo 2010/1431, The Townhouse Gallery, Kairo, Ägypten (Einzelausstellung)
- 2010: On Line: Drawing Through the Twentieth Century, Museum of Modern Art, New York, New York, USA
- 2010: Wien 2010/1431, Belvedere, Wien, Österreich (Einzelausstellung)
- 2010: Project Europa: Imaging the (Im)Possible, Harn Museum of Art, University of Florida, Gainesville, FloridaKnowledge is Sweeter Than Honey, MUMOK, Museum moderner Kunst, Wien, Österreich (Einzelperformance)
- 2010: Susan Hefuna, Bharti Kher, Fred Tomaselli: Zwischen den Welten,Kunstmuseum Thun
- 2011: Wunder, Deichtorhallen, Hamburg, Deutschland Susan Hefuna: Istanbul, Pi Artworks, Istanbul, Türkei (Einzelausstellung)
- 2011: Schrift und Typografie in der zeitgenössischen Kunst, Museum für Druckkunst, Leipzig, Deutschland
- 2012: Encounter, Katara Arts Center, Doha, Katar
- 2012: Systems and Patterns, International Centre of Graphic Arts of Ljubljana
- 2012: Sydney Biennale, Australia
- 2013: Safar / Voyage, The University of British Columbia, Museum of Anthropology (UBC Museum of Anthropology), Vancouver, Kanada
- 2013: NOTATIONSNOTATIONS, Drawing Center, NYC
- 2013: Nouvelles Vagues - Champs Elysees, Palais de Tokyo, Paris
- 2014: Here and elsewhere, The New Museum, NYC
- 2014: Drawing Room, London
- 2014: Area Code, Kemper Museum, USA
- 2015: Common Grounds, Museum Villa Stuck, München
- 2015: Contemporary Art of the middle East, LACMA, LA, USA
- 2016: Susan Hefuna: CROSSROADS 2002–2016, Pi Artworks Istanbul/London, London, UK
- 2016: do it بالعربي, Bait Al Shamsi, Sharjah Art Foundation, VAE
- 2016: Memory and Continuity, Pera-Museum, Istanbul, Türkei
- 2016: Cross-border: Video works by contemporary female artists, Pātaka Art + Museum, Neuseeland
- 2016: But a Storm Is Blowing from Paradise, Guggenheim, New York City, USA
- 2016: CHERS AMIS, Centre Pompidou, Paris, Frankreich
- 2016: ZIMMER MIT AUSSICHT | ROOM WITH A VIEW, KEHRER Galerie, Berlin, Deutschland
- 2016: Built, World, SCAD Museum of Art, Savannah, Georgia, USA
- 2016: Rhona Hoffman 40 Years, Part 1, Rhona Hoffman Gallery, Chicago, IL, USA
- 2016: Rhona Hoffman 40 Years, Part 2, Rhona Hoffman Gallery, Chicago, IL, USA
- 2016: Social Calligraphies, Zachęta National Gallery of Art, Warschau, Polen
- 2016/2017: Social Calligraphies, Zachęta National Gallery of Art, Warschau, Polen
- 2016/2017: Sol LeWitt – A tribute, Gemeentemuseum Den Haag, Den Haag, Niederlande
- 2017: ToGather, Whitworth Art Gallery, Manchester, Großbritannien (Einzelausstellung und Performance)
- 2018: MAPPING STEIN - Eine Intervention in drei Akten, Stein am Rhein (Einzelausstellung und Performance)

## Preise und Aufenthaltsstipendien
- 2018 Aufenthaltsstipendium der Künstlerresidenz Chretzeturm, Stein am Rhein[3]
- 2001/2002 Artist in Residence, Delfina Studios, London, Großbritannien
- 1994: Akademie Schloss Solitude, Stuttgart, Deutschland
- 1991: Kunststiftung Baden-Württemberg, Deutschland
- 1989: Kairo Biennale, Ägypten